# Electrastar
Singles de Indochine
Un singe en hiver Popstitute (Live)
Pistes de Paradize
Paradize Punker
Electrastar est une chanson d'Indochine parue en 2002 sur l'album Paradize.
Cette chanson est un hommage au frère jumeau de Nicola Sirkis, Stéphane Sirkis, mort le 27 février 1999.
Un clip live de cette chanson a été réalisé.
En 2020, une version remixée de la chanson rallongée avec un fondu en fermeture apparait sur la compilation Singles Collection (2001-2021).

## En concert
La chanson Electrastar a été chantée durant toute la tournée du Paradize Tour, d'Alice et June Tour et elle est présente dans le DVD du Météor Tour en version acoustique. Durant le Black City Tour, elle n'est jouée, dans sa version rock, qu'au cours de deux représentations. Cependant, ces deux dates furent celles du Stade de France, ce qui permet à Electrastar d'être présente dans le CD/DVD Black City Concerts. À ce jour, elle fut interprétée 190 fois par Indochine, ce qui fait l'une des chansons les plus jouées en concert par le groupe.
Sa version live a été choisie pour promouvoir l'album 3.6.3 sorti en 2004. 

## Reprises
- Scala & Kolacny Brothers (chorale belge) (album Respire, 2004)